# Sniper: Ghost Warrior 2
Sniper: Ghost Warrior 2 је тактичка пуцачка видео игра коју је развио и објавио City Interactive за Мајкрософт Виндовс, Плејстејшн 3 и Иксбокс 360. То је трећи унос у серији Sniper: Ghost Warrior и наставак је Sniper: Ghost Warrior.

## Играње
Sniper: Ghost Warrior 2 је тактичка пуцачина која користи прикривеност, атентате прса у прса и титуларне снајперске технике. Игра садржи реалистичну физику метака која узима у обзир растојање, ветар и пад метка када пуцају на мете.

## Прича
Игра почиње тако што играч преузима контролу над америчким маринцем капетаном Колом Андерсоном на Филипинима, а специјални агент ЦИА-е Дијаз иде до старог руског радарског стуба како би га уништио док је радио на дојави коју су неки плаћеници тамо окупили да би посредовали у договору за биолошко оружје. Док га Дијаз уништава, он чује ћаскање непријатеља на радију о хватању шпијуна који ради за ПСЦ од стране плаћеника. Дијаз командује тиму да спасе оперативца, док Андерсон иде на пут да обезбеди покривање ватре из пећине која гледа на одмаралиште, где је војник заробљен и где је заказан наводни договор. Они спасавају војника, међутим, док прате договор, Андерсон види да је један од дилера Меринов, стари познаник из његове прошлости, а затим цео тим упада у заседу непријатељског снајпериста и сви осим Андерсона су или убијени или заробљени. Андерсон одлази у село да пресреће пренос биолошког оружја као и своје заробљене пријатеље. Он успева да пронађе Дијаза и Гомеза баш када се спремају да буду погубљени, а када стражари убију Гомеза, Андерсон интервенише да спасе Дијаза. Међутим, био-оружје је изгубљено. Дијаз се повезује са Андерсоном, док бежи од плаћеника који га јуре. Након што је успјешно побјегао од својих прогонитеља, Дијаз примећује, "опет је Сарајево".
Андерсон је послат у бригаду због непоштовања директних наређења (спашавање својих пријатеља уместо да обезбеди био-агент ОМУ што је био примарни циљ). Сећа се догађаја у Сарајеву 1993. године, када су он и његов посматрач Карл Медокс добили задатак да сликају ратне злочине српских снага на челу са Марком Владићем током рата у Босни. У граду упознају руског контакта Меринова. Након што је обезбедио стратешку тачку и снимио фотографије геноцида, Медокс губи хладнокрвност и не може даље да посматра злочине и иде против наређења да убије Владића. Андерсон невољно иде за њим. Меринов им показује срушену зграду са погледом на Владићеву позицију. Меринов одлази да пронађе превоз за Медокса и Андерсона док упадају у заседу српског команданта. Андерсон пуца на Владића и они беже до места извлачења. Тамо их Меринов издаје српским снагама и они бивају заробљени. Андерсон бежи да спречи Меринова да намешта америчке снаге за геноцид. Андерсон сазнаје из команде да је Медокс заправо издајник који ради са Мериновим, који га је изманипулисао да убије Владића остављајући његове снаге слободне да учествују у пуштању оружја. Наређено му је да убије Медокса уместо Меринова. Андерсон пуца на Медокса унутар џипа у покрету и задржава чауру од метка којим је погодио Медокса.
По повратку у затвор, Дијаз посећује Кола, обавештавајући га да је учинио услуге да га извуче из затвора и врати у акцију са њим јер им је потребан да убију Меринова који је спреман да прода Био-агента фанатичном џихадисти, Ратном вођи у Кашмиру - последице које би могле да доведу до рата између Пакистана и Индије и да профитирају Мериновљевој операцији са оружјем. Дијаз и Андерсон одлазе на Тибет да убију Меринова и поврате оружје за масовно уништење. На путу до места договора доживе несрећу и изгубе опрему. Након што су повратили своју опрему и побегли из пећине која се урушава, коначно стижу до гнезда са погледом на место заседе. Док је циљао да пуца у Меринова, Андерсон види Медокса, који је очигледно преживео његов хитац који излази из хеликоптера. Медокс их примећује и упозорава њихове плаћеничке снаге на заседу. Андерсон пуца и убија Меринова кроз стакло хеликоптера, узрокујући да се сруши. Медокс, међутим, преживљава и обезбеђује био-оружје и исмејава Андерсона да крене за њим. Дијаз и Андерсон иду на Медокса што на крају доводи до тога да Андерсон има снајперски дуел са Медоксом. Коначно, Андерсон пуца и убија Медокса, обезбеђујући био-оружје. Дијаз га пита да ли га неко чека код куће, на шта Андерсон одговара „Моја пушка је мој најбољи пријатељ, то је мој живот“ и испушта чауру коју је чувао 20 година.

## Издање
Првобитно издање је било заказано за август 2012, али је Eurogamer открио да је игра померена за октобар, а затим поново за јануар 2013, 26. јула 2012. Датум је даље померен на 12. март 2013.
Sniper: Ghost Warrior 2 је објављен и у нормалној малопродајној верзији и у ограниченом "Bulletproof Steelbook Edition" који укључује звучни запис, књижицу о историји снајперског дјеловања и додатни садржај за преузимање.